# Mistrzostwa Europy w Łyżwiarstwie Szybkim w Wieloboju 1923
26. mistrzostwa Europy w łyżwiarstwie szybkim w wieloboju odbyły się w dniach 3–4 lutego 1923 roku w Hamarze, w Norwegii. W tym mieście mistrzostwa odbyły się po raz trzeci (wcześniej w 1894 i 1911). W zawodach brali udział tylko mężczyźni. Zawodnicy startowali na czterech dystansach: 500 m, 1500 m, 5000 m i 10000 m. Złoto wywalczył Norweg Harald Strøm.

## Uczestnicy
W zawodach wzięło udział 18 łyżwiarzy z 4 krajów. Wszyscy zostali sklasyfikowani.
| Państwa biorące udział w mistrzostwach | Państwa biorące udział w mistrzostwach | Państwa biorące udział w mistrzostwach | Państwa biorące udział w mistrzostwach |
| -------------------------------------- | -------------------------------------- | -------------------------------------- | -------------------------------------- |
| Finlandia                              | Norwegia                               | Szwecja                                | ZSRR                                   |

## Wyniki
| Pozycja | Zawodnik          | Kraj      | 500 m      | 5000 m       | 1500 m       | 10000 m       | Suma pkt. |
| ------- | ----------------- | --------- | ---------- | ------------ | ------------ | ------------- | --------- |
| 01 !    | Harald Strøm      | Norwegia  | 45.3 (5.)  | 8:42.6 (1.)  | 2:24.2 (2.)  | 18:00.5 (2.)  | 10.5      |
| 02 !    | Clas Thunberg     | Finlandia | 44.1 (1.)  | 9:06.4 (6.)  | 2:20.7 (1.)  | 18:31.3 (7.)  | 15        |
| 03 !    | Roald Larsen      | Norwegia  | 44.6 (2.)  | 8:56.2 (4.)  | 2:25.2 (5.)  | 18:10.4 (5.)  | 16        |
| 4.      | Jakow Melnikow    | ZSRR      | 45.3 (5.)  | 8:56.7 (5.)  | 2:24.4 (3.)  | 18:04.4 (4.)  | 17.5      |
| 5.      | Ole Olsen         | Norwegia  | 46.8 (9.)  | 8:44.2 (2.)  | 2:26.6 (6.)  | 17:57.0 (1.)  | 18        |
| 6.      | Asser Wallenius   | Finlandia | 45.0 (3.)  | 9:09.4 (7.)  | 2:24.8 (4.)  | 18:46.4 (9.)  | 23.5      |
| 7.      | Fridtjof Paulsen  | Norwegia  | 47.2 (11.) | 8:55.4 (3.)  | 2:27.6 (7.)  | 18:03.8 (3.)  | 24        |
| 8.      | Oskar Olsen       | Norwegia  | 45.0 (3.)  | 9:15.7 (15.) | 2:28.0 (9.)  | 18:48.4 (10.) | 37.5      |
| 9.      | Harald Halvorsen  | Norwegia  | 45.9 (7.)  | 9:12.8 (10.) | 2:27.7 (8.)  | 19:05.0 (16.) | 41.5      |
| 10.     | Rolv Gihle        | Norwegia  | 47.1 (10.) | 9:13.9 (12.) | 2:32.3 (13.) | 18:46.2 (8.)  | 43        |
| 11.     | Płaton Ippolitow  | ZSRR      | 48.1 (16.) | 9:14.5 (14.) | 2:29.6 (10.) | 18:20.4 (6.)  | 46        |
| 12.     | Knut Sundheim     | Norwegia  | 47.3 (12.) | 9:12.8 (10.) | 2:30.7 (11.) | 19:01.2 (13.) | 46.5      |
| 13.     | Theodor Pedersen  | Norwegia  | 46.1 (8.)  | 9:23.5 (16.) | 2:32.0 (12.) | 19:02.7 (14.) | 50        |
| 14.     | Sverre Aune       | Norwegia  | 48.2 (17.) | 9:11.0 (8.)  | 2:32.4 (14.) | 18:59.9 (12.) | 51        |
| 15.     | Fredrik Mikkelsen | Norwegia  | 50.7 (18.) | 9:11.3 (9.)  | 2:37.0 (18.) | 18:54.7 (11.) | 56        |
| 16.     | Sigurd Moen       | Norwegia  | 47.5 (14.) | 9:14.3 (13.) | 2:32.5 (15.) | 19:03.6 (15.) | 57        |
| 17.     | Werner Eriksson   | Szwecja   | 47.4 (13.) | 9:24.5 (17.) | 2:33.2 (16.) | 19:10.2 (17.) | 63        |
| 18.     | Sverre Jacobsen   | Norwegia  | 48.0 (15.) | 9:37.6 (18.) | 2:35.1 (17.) | 19:18.5 (18.) | 68        |